# Kalika (luna)
Kalika (grško Καλύκη: Kalíke) je Jupitrov naravni satelit (luna). Spada med nepravilne lune z retrogradnim gibanjem. Je članica Karmine skupine Jupitrovih lun, ki krožijo okoli Jupitra v razdalji od 23 do 24 Gm in imajo naklon tira okoli 165°. 
Luno Kaliko je leta 2000 odkrila skupina astronomov, ki jo je vodil Scott S. Sheppard z Univerze Havajev.  Prvotno so jo označili kot S/2000 J 2. Znana je tudi kot Jupiter XXVII. 
Ime je dobila po Kaliki (ljubica Zevsa) iz grške mitologije .
Luna Kalika ima premer okoli 5 km in obkroža Jupiter v povprečni razdalji 23,583.000  km. Obkroži ga v  743  dneh po tirnici, ki ima naklon tira okoli 166 ° glede na ekliptiko oziroma 165 °  na ekvator Jupitra. 
Njena gostota je ocenjena na 2,6 g/cm3, kar kaže, da je sestavljena iz kamnin. 
Luna izgleda zelo temna, ima odbojnost 0,04. 
Njen navidezni sij je 21,8 m.